# Leonid Toptunov
Leonid Fedorovych Toptunov (en ucraniano: Леонід Федорович Топтунов; 16 de agosto de 1960 - 14 de mayo de 1986) fue un ingeniero soviético que era el ingeniero jefe de control de reactores en la Central Nuclear de Chernóbil en el Reactor 4 la noche del accidente de Chernóbil, el 26 de abril de 1986.

## Biografía
Leonid Toptunov nació el 16 de agosto de 1960 en el Mykolaivka, Buryn Raion, Sumy Oblast. Su infancia no fue muy buena debido a que quería un hermano, pero se vio que tenía mucho potencial para las matemáticas, incluso dando clases en su escuela.
En 1983, se graduó en el Instituto de Ingeniería Eléctrica de Moscú con un título de especialista en energía nuclear. Ahí conoció al joven Aleksandr Akimov, quien se volvería como un hermano para él. Aleksandr y Leonid, siempre fueron amigos inseparables, casi hermanos. 
En marzo de 1983, Toptunov comenzó su carrera en la Central nuclear de Chernóbil. Trabajó como ingeniero de control de unidades e ingeniero superior de control de plantas de reactores. 

### Papel durante el desastre
La noche del 26 de abril de 1986, Leonid Toptunov trabajaba en la sala de control del panel de control del reactor, con Aleksandr Akímov. Apenas tenía dos meses de experiencia operando el reactor, y este fue su primer corte de energía como operador. Los operadores intentaron realizar una prueba de funcionamiento antes del mantenimiento de rutina programado, durante el cual explotó el reactor 4. En preparación, Anatoli Diátlov ordenó que la potencia fuera reducida a 700 MW, como lo estipulaba el plan de pruebas. Sin embargo, el reactor se detuvo inesperadamente durante las preparaciones para la prueba, cayendo a tan solo 30 MW. El aumento de potencia después de este punto, puso al reactor en un estado potencialmente peligroso debido al envenenamiento por xenón, así como a fallas de diseño en el reactor hasta entonces desconocidas por los operadores. Diátlov ordenó a Toptunov elevar la potencia a 700 MW. Al retirar un peligroso número de barras de control, los operadores lograron alcanzar tan solo 200 MW por el envenenamiento por xenón. Durante la prueba, Akímov ordenó que se presionara el botón de emergencia AZ-5 (SCRAM) para apagar el reactor, cosa que Toptunov hizo. Debido a un defecto en el diseño, las barras de control descendentes aceleraron momentáneamente la reacción nuclear y provocó que el reactor explotara.
Toptunov, junto con el personal no esencial, fue apartado. Dejó la sala de control, pero decidió regresar por sentido de responsabilidad. Intentó establecer comunicación con Khodemchuk (quien estaba en la sala de bombas), pero sin respuesta alguna por parte de este.
Fue uno de los responsables de llenar las piletas situadas debajo del reactor, junto a Akímov, durante el accidente, estuvo expuesto a una dosis de radiación de 1300 rems.
Leonid tenía un único punto limpio en su espalda, que no había recibido radiación, hasta el punto que los médicos que lo atendieron, impotentes ante el grave daño sufrido por su organismo, manifestaron que: "la única manera de salvarlo, era dándole un nuevo cuerpo". Otros ingenieros como Sasha Yuvchenko, sí lograron sobrevivir a pesar de la exposición a la radiación.
Murió a causa de la intoxicación aguda por radiación el 14 de mayo de 1986 y fue enterrado en el Cementerio Mitinskoe en Moscú.

## Reconocimiento
En 2008, Toptunov fue galardonado póstumamente con el tercer grado Orden para el valor por Viktor Yushchenko, entonces presidente de Ucrania.
Fue interpretado por el actor Volodya Stepanenko en la serie de televisión de 2004 Zero Hour. Fue interpretado por Michael Colgan en la producción de la BBC de 2006 Surviving Disaster: Chernobyl Nuclear Disaster y por Robert Emms en la miniserie de HBO de 2019 Chernobyl.